# Benningen am Neckar
Benningen am Neckar è un comune tedesco di 6 485 abitanti, situato nel land del Baden-Württemberg.